# Alwin Jenatschek
Alwin Jenatschek (* 1. Mai 1931; † 15. November 2009) war ein  deutscher Fußballspieler. Der Defensivspieler absolvierte bei der SpVgg Erkenschwick  und Preußen Münster in der damals erstklassigen Fußball-Oberliga West von 1949 bis 1961 insgesamt 226 Ligaspiele, in denen er elf Tore erzielte.

## Laufbahn als Fußballer
Noch als 18-Jähriger, 14 Tage vor seinem 19. Geburtstag, debütierte Alwin Jenatscheck bei den Schwarz-Roten vom Stimbergstadion, in der Oberliga West. Am 16. April 1950, bei einer 0:1-Heimniederlage gegen Alemannia Aachen lief er als Mittelstürmer zum ersten Mal in der Ligaelf des Teams aus Oer-Erkenschwick auf. Es folgten noch die zwei Einsätze gegen den 1. FC Köln (1:2) und den Duisburger SpV, wobei dem Nachwuchsspieler auf Halbrechts sein erster Torerfolg für die Spielvereinigung beim 4:1-Heimsieg glückte. Damit war die Runde 1949/50 zu Ende und das Team um das Erkenschwicker Idol Julius „Jule“ Ludorf hatte den 7. Platz erreicht. Im dritten Oberligajahr, 1951/52, war Jenatschek bereits Stammspieler; er bestritt alle 30 Ligaspiele. Darunter war auch der 6:4-Auswärtserfolg am 27. Januar 1952 beim neuen Westmeister Rot-Weiss Essen, wo er als rechter Verteidiger RWE-Linksaußen Bernhard Termath im damaligen WM-System zu bekämpfen hatte. Bei Landefeld/Nöllenheidt ist in ihrem Oberligabuch darüber folgendes nachzulesen: „Die Essener sind es auch, die sich das kurioseste Heimspiel des Jahres leisten. 8.000 Zuschauer erleben im Januar 1952 eine Schnee- und Eispartie gegen die SpVgg. Erkenschwick, in der die sinnigerweise in 'blau'-weiß gekleideten Hohmann-Schützlinge, wie der 'Sportbeobachter' es beschreibt, 'herumtorkeln wie Gehbehinderte auf Glatteis. Nicht einer von ihnen kann laufen, nicht einer kann sich um die eigene Achse drehen, ohne zu fallen'. Ganz anders die Erkenschwicker: Sie kombinieren so flüssig wie das von ihrem findigen Trainer Ernst Kuzorra für die Spezialstollen verwendete Petroleum – ein längst bekanntes Anti-Rutschmittel – und hauen ihrem hilflosen Gegner die Bude voll. 0:5 steht es nach 38 Minuten, Helmut Rahn und Kurt Zaro ziehen ihre Schuhe aus, aber Schiedsrichter Guizetti befiehlt das Wiederanziehen. In der Pause werden auch in der Essener Kabine eifrig Schuhe geschmiert, doch die Aufholjagd der jetzt Standfesteren kommt zu spät. Das Spiel endet 4:6.“ Zur Ehrenrettung der Mannen um Ludorf und Jenatschek muss aber auch auf das respektable 2:2-Heimspielresultat am 16. September 1951 hingewiesen werden, und das kam ohne Schnee und Eis durch die Mannschaft um die Zeche Ewald Fortsetzung zustande. Zudem noch ein weiterer Hinweis: Trainer in Erkenschwick war in diesen Jahren Willy Jürissen und nicht das Schalker Denkmal Ernst Kuzorra.
Am Rundenende belegten die Schwarz-Roten mit 24:36 Punkten den 14. Rang. Jetzt war noch eine Relegation gegen die beiden Vizemeister der 2. Liga-Gruppe 1 und 2 (VfB Bottrop, TSG Vohwinkel), sowie den 13. der Oberliga (STV Horst-Emscher), zu spielen. Mit 8:4 Punkten behauptete Erkenschwick, wie auch die Emscher „Husaren“, ihren Oberligaplatz; das entscheidende Spiel wurde am 15. Juni 1952 mit 2:1 in Bottrop gewonnen. Zur Saison 1952/53 nahm Jenatschek das Angebot von Preußen Münster an und wechselte zum Vizemeister des Jahres 1951.
Im Münsterland gehörte er sofort unter Trainer Willi Multhaup der Stammbesetzung der Adlerträger an, genau so wie die weiteren Neuzugänge Alfred Kelbassa und Edelbert Rey. In beiden Spielen gegen den Meister Borussia Dortmund erreichte der SCP ein Unentschieden; im Preußenstadion ein 3:3, im Stadion Rote Erde ein 1:1. Konstanz brachte Münster nicht zustande. Mit 32:28 Punkten wurde der 7. Rang belegt; Jenatschek hatte 28 Ligaspiele als Verteidiger absolviert und ein Tor erzielt. In seinem zweiten Jahr in Münster kam mit Ludwig Tretter ein neuer Trainer und im Angriff sollte Josef Seemann von Bayern München den Horst-Emscher-Heimkehrer Kelbassa ersetzen. Gewann Münster in der Hinrunde noch mit 2:0 gegen den 1. FC Köln, wurden die Preußen in der Rückrunde beim neuen Westmeister mit 1:8 deklassiert. Am 6. Dezember 1953 hatte Münster noch mit einem 3:0-Heimerfolg gegen Rheydt, punktgleich mit dem 1. FC Köln mit je 21:9 Punkten, den inoffiziellen Titel des Herbstmeisters errungen. Trotzdem erreichte Münster mit 33:27 Punkten den vierten Rang, aber jetzt mit acht Punkten Rückstand zu Köln. Jenatschek war wiederum als Verteidiger oder auch als Außenläufer zum Einsatz gekommen. Danach dümpelten die Preußen im Mittelmaß der Tabelle herum. Jenatschek erlebte die Arbeit der nachfolgenden Trainer Paul Böhm, Günter Hentschke und ab 1958/59, die Arbeitsweise von Kuno Klötzer. Den Weg an die Tabellenspitze in der Oberliga West gelang aber nicht, auch nicht mit neuen Mitspielern wie Heribert Kania, Adolf Scheidt, Herbert Eiteljörge, Helmut Tybussek, Hermann Lulka, Gerd Cyliax, Falk Dörr, Harald Beyer und Klaus Bockisch, welcher in der letzten Saison von Jenatschek, 1960/61, als Mittelläufer die Nachfolge des 226-fachen Oberligaspielers (11 Tore) antrat. Mit einem 3:3-Heimremis vor 25.000 Zuschauern verabschiedete sich der Mann aus Erkenschwick am 30. Oktober 1960 von Münster und der Oberliga West. Er hatte nochmals als Abwehrchef der Preußen sich mit der Offensivkraft von Spielern wie Willi Koslowski, Waldemar Gerhardt, Manfred Berz, Helmut Jagielski und Ernst Kuster gemessen.